# Brain Activity Map Project
Brain Activity Map Project je projekt, který vzniknul z iniciativy Baracka Obamy v roce 2013. Cílem projektu je zmapování aktivity každého neuronu lidského mozku během deseti let.

Cena projektu se odhaduje na 300 milionů dolarů ročně po dobu deseti let.
Vědci podílející se na projektu doufají, že s využitím nových metod elektrofyziologie a jejich kombinací s metodami neuroimagingu a neuroanatomie, se podaří zmapovat aktivitu každého neuronu, jichž lidský mozek obsahuje přibližně 100 miliard.